# Зік Джонс
Ларрі Лі Зік Джонс (англ. Larry Lee "Zeke" Jones; нар. 12 лютого 1966, Іпсіланті, штат Мічиган) — американський борець вільного стилю, чемпіон та бронзовий призер чемпіонатів світу, срібний та бронзовий призер Панамериканських чемпіонатів, чемпіон та бронзовий призер Панамериканських ігор, чотириразовий володар Кубків світу, чемпіон та бронзовий призер Ігор доброї волі, срібний призер Олімпійських ігор.

## Життєпис
Боротьбою почав займатися з 1971 року. У рідному штаті Мічиган він здобув чемпіонський титул і був триразовим чемпіоном США серед юніорів. Продовжуючи свою кар'єру в Університеті штату Аризона під опікою Боббі Дугласа, він був фіналістом турніру Національної асоціації студентського спорту (NCAA) та триразовим чемпіоном NCAA.
У 1991 році він став чемпіоном світу, а в 1992 році — срібним олімпійським медалістом. Він утримував позицію номер один у своїй ваговій категорії протягом семи років. Він виграв золоті медалі у чотирьох змаганнях Кубку світу та зайняв перше місце на Панамериканських іграх та на Іграх доброї волі. На знак визнання його домінуючого «золотого» стилю, FILA його назвали «Найтехнічнішим борцем у світі». За цей час він також змагався на національному рівні, вигравши шість чемпіонатів США. Виступав за борцівський клуб «Sunkist Kids» зі Скоттсдейла — передмістя Фінікса.
Після завершення кар'єри спортсмена перейшов на тренерську роботу. Він працював помічником тренера в Аризонському державному університеті та Пенсильванському університеті Блумсбурга перед тим, як став головним тренером в Університеті Західної Вірджинії. Він також був головним тренером Міжнародної зоряної збірної NCAA (2000), двох збірних на кубках світу (1998, 2000), а також керував національною збірною на світовому чемпіонаті 2001 року. У 2001 році він був відзначений як «Національний тренер року з вільної боротьби». У 2003 році він був призначений головним тренером збірної на Панамериканських іграх, а в 2004 році був обраний тренером з вільної боротьби на Олімпіаду в Афінах.
Він працював у Раді директорів Олімпійського комітету США, Консультативній раді Олімпійського комітету США та Раді директорів США з боротьби. Джонс організував та розробив новий навчальний центр Sunkist Kids, де він буде тренувати кандидатів до олімпійської збірної.
Зік Джонс був занесений до Національної зали слави боротьби США.

## Спортивні результати на міжнародних змаганнях

### Виступи на Олімпіадах
| Змагання                    | Збірна | Вагова категорія          | Місце  |
| --------------------------- | ------ | ------------------------- | ------ |
| Літні Олімпійські ігри 1992 | США    | вільна боротьба, до 52 кг | Срібло |

### Виступи на Чемпіонатах світу
| Змагання                        | Збірна | Вагова категорія          | Місце  |
| ------------------------------- | ------ | ------------------------- | ------ |
| Чемпіонат світу з боротьби 1989 | США    | вільна боротьба, до 52 кг | 7      |
| Чемпіонат світу з боротьби 1990 | США    | вільна боротьба, до 52 кг | 4      |
| Чемпіонат світу з боротьби 1991 | США    | вільна боротьба, до 52 кг | Золото |
| Чемпіонат світу з боротьби 1993 | США    | вільна боротьба, до 52 кг | 4      |
| Чемпіонат світу з боротьби 1994 | США    | вільна боротьба, до 52 кг | 11     |
| Чемпіонат світу з боротьби 1995 | США    | вільна боротьба, до 52 кг | Бронза |
| Чемпіонат світу з боротьби 1997 | США    | вільна боротьба, до 54 кг | 11     |

### Виступи на Панамериканських чемпіонатах
| Змагання                                   | Збірна | Вагова категорія          | Місце  |
| ------------------------------------------ | ------ | ------------------------- | ------ |
| Панамериканський чемпіонат з боротьби 1989 | США    | вільна боротьба, до 52 кг | Срібло |
| Панамериканський чемпіонат з боротьби 1991 | США    | вільна боротьба, до 52 кг | Бронза |

### Виступи на Панамериканських іграх
| Змагання                  | Збірна | Вагова категорія          | Місце  |
| ------------------------- | ------ | ------------------------- | ------ |
| Панамериканські ігри 1991 | США    | вільна боротьба, до 52 кг | Бронза |
| Панамериканські ігри 1995 | США    | вільна боротьба, до 52 кг | Золото |

### Виступи на Кубках світу
| Змагання                    | Збірна | Вагова категорія          | Місце  |
| --------------------------- | ------ | ------------------------- | ------ |
| Кубок світу з боротьби 1991 | США    | вільна боротьба, до 52 кг | Золото |
| Кубок світу з боротьби 1993 | США    | вільна боротьба, до 52 кг | Золото |
| Кубок світу з боротьби 1994 | США    | вільна боротьба, до 52 кг | Золото |
| Кубок світу з боротьби 1995 | США    | вільна боротьба, до 52 кг | Золото |

### Виступи на інших змаганнях
| Змагання                                  | Збірна | Вагова категорія          | Місце  |
| ----------------------------------------- | ------ | ------------------------- | ------ |
| Великі майстри олімпійської боротьби 1990 | США    | вільна боротьба, до 52 кг | Срібло |

### Виступи на змаганнях молодших вікових груп
| Змагання                                 | Збірна | Вагова категорія          | Місце  |
| ---------------------------------------- | ------ | ------------------------- | ------ |
| Кубок світу з боротьби серед молоді 1986 | США    | вільна боротьба, до 52 кг | Срібло |